# .bl
.bl је највиши Интернет домен државних кодова (ccTLD), који је према уредби из 21. септембра 2007, тј. заједно с додјељивањем ИСО 3166-1 алфа-2 ознаке BL, Међународна организација за стандардизацију резервисала за Сен Бартелеми. Таква одлука је услиједила пошто је Острво Светог Бартоломеја 17. јула 2007. добило статус Прекоморске заједнице Републике Француске. Тренутно Свети Бартоломеј користи ccTLD острва Гвадалупе — .gp и Француске — .fr.

## Рефернеце
1. ↑  ISO 3166-1 Newsletter VI-1 (2007-09-21): . 2007-09-21, Добављено дана 2007-10-14.
2. ↑  Lucot, Cécile (3. август 2007). „Bruno Magras Elected President of the COM” (HTML) (на језику: енглески). Local News from St-Barths by Cecile Lucot. Приступљено 14. октобар 2007.
3. 1 2   Архивирано на веб-сајту  (29. октобар 2012): 2007-10-18, Добављено дана 2007-10-22